# Морская соль

Состав ионов морской воды по массе

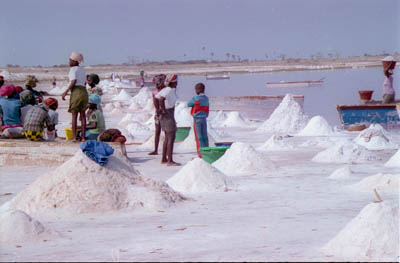
Морская соль в Дакаре

Морская соль — соль, добываемая естественным путём (испарением воды под воздействием Солнца) или выпариванием из морской воды. Каменная соль (галит) добывается из древних морских отложений.
В натуральной морской соли содержится небольшое количество йода. При исследовании натуральных морских солей из 21 страны мира было выявлено, что содержание йода в образцах составляет в среднем менее 0,7 мг/кг, в то время как в йодированной соли содержание йода (40±15) мг/кг.
Вкус морской соли не отличается от обычной поваренной соли, особенно в растворённом виде в допустимых для еды концентрациях.

## История
Добыча соли из морской воды осуществляется уже более 4000 лет.
Первыми добывать соль из морской воды начали жители сухих и тёплых стран Средиземноморья (Франции, Италии, Испании) и Восточной Азии (Японии, Индии, Китая). Большие мелководные пруды (которые называются выпарными прудами) заливают морской водой. Вода испаряется, соль остаётся на дне. Морская вода содержит и другие минералы, но они выделяются первыми. Перегоняя воду из пруда в пруд, их полностью удаляют и получают чистую соль. Объем мировой добычи соли из морской воды составляет более 6 млн тонн в год.
В странах с более холодным климатом, таких как Англия, соль добывали путём «вываривания» морской воды.

## Состав
В воде открытого океана, независимо от абсолютной концентрации, количественные соотношения между концентрациями главных ионов всегда одинаковы. Постоянство солевого состава получило название закона Дитмара — по имени английского химика, доказавшего это свойство морской воды в 1884 г. Постоянство солевого состава не соблюдается в устьевых областях крупных рек, а также в континентальных морях, имеющих слабый водообмен с океаном и потому заметно опресненных (как Азовское, Чёрное и Балтийское).
Минеральный состав морской соли существенно зависит от технологии её получения. Поэтому в литературе обычно приводится исходный минеральный состав океанической воды при нормальной солёности.
Ионный состав морской соли, содержащейся в океанической воде при солёности 35 ‰：
| Ион                    | Доля в солёности, % | Массовая часть в морской воде, мг/кг |
| ---------------------- | ------------------- | ------------------------------------ |
| Хлориды (Cl-)          | 55,03               | 19385                                |
| Натрий (Na+)           | 30,59               | 10752                                |
| Сульфаты (SO42-)       | 7,68                | 2701                                 |
| Магний (Mg2+)          | 3,68                | 1295                                 |
| Кальций (Ca2+)         | 1,18                | 416                                  |
| Калий (K+)             | 1,11                | 390                                  |
| Гидрокарбонаты (HCO3-) | 0,41                | 145                                  |
| Бром (Br-)             | 0,19                | 66                                   |
| Бораты (BO33-)         | 0,08                | 27                                   |
| Стронций (Sr2+)        | 0,04                | 13                                   |
| Фтор                   | 0,006               | 1                                    |
| Остальные              | 0,004               | <1                                   |

## Пищевая безопасность
Исследование образцов морской соли из Бангладеш показало 100%-е наличие микропластика во всех 18 исследованных марках.